# Месерих
Месерих (њем. Messerich) општина је у њемачкој савезној држави Рајна-Палатинат. Једно је од 235 општинских средишта округа Ајфелкрајс Битбург-Прим. Према процјени из 2010. у општини је живјело 542 становника. Посједује регионалну шифру (AGS) 7232079.

## Географски и демографски подаци
Месерих се налази у савезној држави Рајна-Палатинат у округу Ајфелкрајс Битбург-Прим. Општина се налази на надморској висини од 235 метара. Површина општине износи 6,5 km². У самом мјесту је, према процјени из 2010. године, живјело 542 становника. Просјечна густина становништва износи 83 становника/km².